# NGC 6960
NGC 6960, informeel beter bekend als de heksenbezemnevel, is een deel van de supernovarest Sluiernevel in het sterrenbeeld Zwaan (Cygnus). Het hemelobject werd op 7 september 1784 ontdekt door de Duits-Britse astronoom William Herschel.
De opgloeiende filamenten (gaswolkslierten), op de foto door smalbandfilters (Ultra high contrast filter) afgebeeld in rood en blauwgroen, zijn respectievelijk de gassen waterstof en zuurstof. De complete supernovarest bevindt zich op ongeveer 1400 lichtjaar afstand en is zo'n 35 lichtjaar lang. De centraal gelegen heldere ster is de rode reus 52 Cygni. 

## Synoniemen
- LBN 191